# Labeshka
Labeshka (em persa: لبشكا, também romanizada como Labeshkā; também conhecida como Lishak e Līshkā) é uma aldeia do distrito rural de Dehshal, situada no distrito central de Astaneh-ye Ashrafiyeh, na província de Gilan, no Irã. No censo de 2006, sua população era de 143, em 41 famílias.